# Maria Zhang

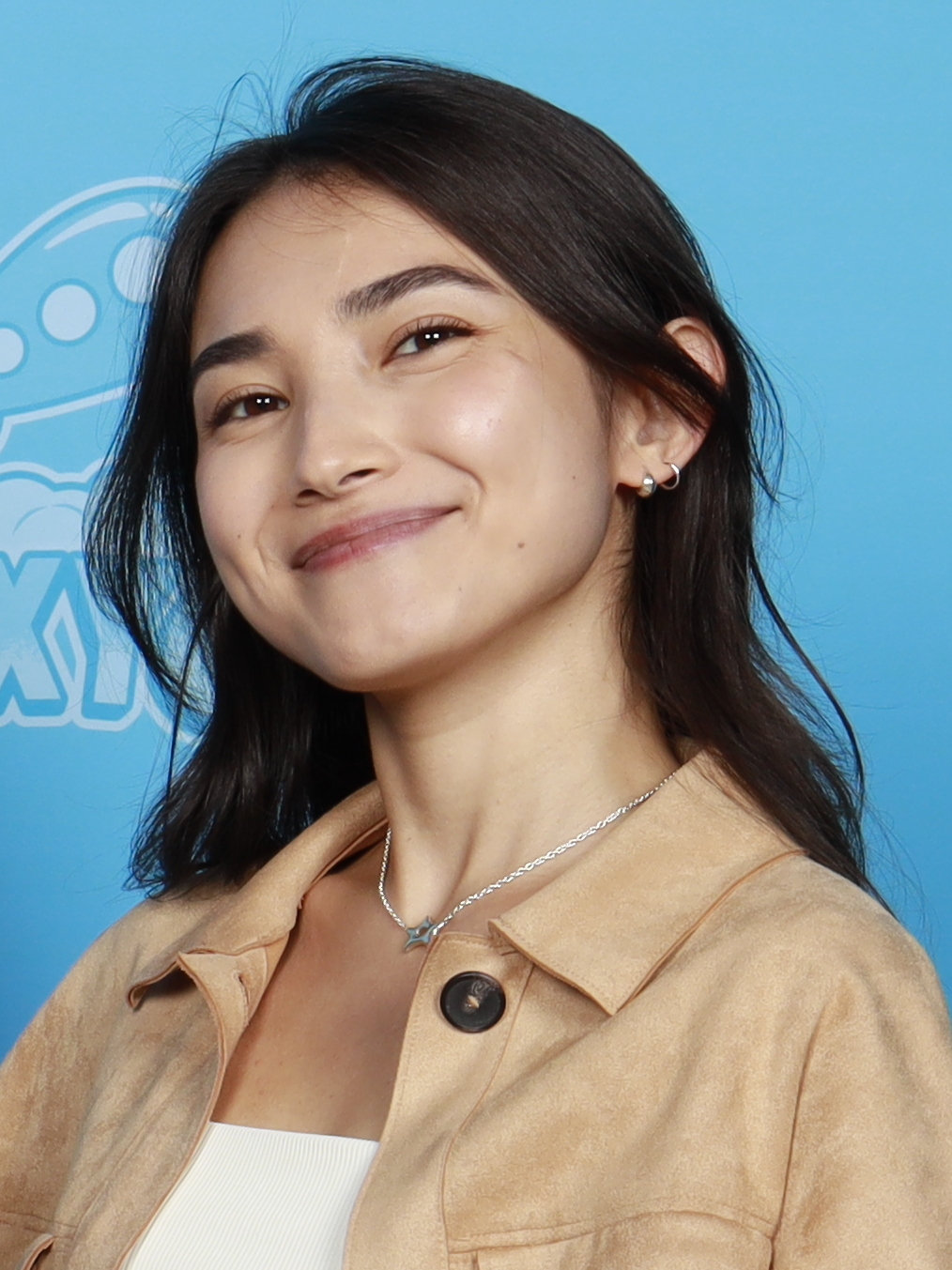
Maria Zhang

Maria Zhang (auch Zhang Zhiyi, chinesisch 張至儀 / 张至仪, Pinyin Zhāng Zhìyí; * 8. August 1999 in Polen) ist eine chinesisch-polnische Schauspielerin.

## Leben und Karriere
Zhang wurde in Polen als Tochter eines chinesischen Vaters und einer polnischen Mutter geboren. Ungefähr im Alter von einem Jahr zogen Zhang und ihre Eltern nach Peking. Später zog sie nach Südkalifornien, um an der University of Southern California zu studieren.
Ihr Debüt gab sie 2018 in dem Kurzfilm Continuum. Anschließend war sie 2020 in der Serie WorkInProgress: A Comedy Web-Series zu sehen. 2021 wurde sie für den Kurzfilm All I Ever Wanted gecastet. Der Film wurde bei den beim Los Angeles Asian Pacific Film Festival gezeigt. Dezember 2021 wurde Zhang in der Netflixserie Avatar – Der Herr der Elemente als Suki besetzt.

## Filmografie
Filme
- 2018: Continuum
- 2019: Dear Mom
- 2021: All I Ever Wanted

Serien
- 2020: WorkInProgress: A Comedy Web-Series
- 2024: Avatar – Der Herr der Elemente (Avatar: The Last Airbender)